# Saison 2020-2021 du Lyon olympique universitaire
Cette page présente la saison 2020-2021 du Lyon olympique universitaire en Top 14 et en Coupe d'Europe.

## Entraîneurs
- Pierre Mignoni (manager sportif)
- David Gérard (avants)
- Kendrick Lynn (trois-quarts)
- David Attoub (mêlée)
- Julien Puricelli (touche)
- Gérald Gambetta (team manager)

## Effectif
| Nom                    | Poste            | Naissance         | Nationalité sportive | International | Dernier club          | Arrivée au club (année) |
| ---------------------- | ---------------- | ----------------- | -------------------- | ------------- | --------------------- | ----------------------- |
| Francisco Gomez Kodela | Pilier           | 3 juillet 1985    | Argentine            |               | Union Bordeaux Bègles | 2016                    |
| Hamza Kaabeche         | Pilier           | 23 septembre 1996 | France               | -             | Formé au club         | 2016                    |
| Clément Ric            | Pilier           | 18 juillet 1988   | France               | -20           | ASM Clermont          | 2017                    |
| Raphaël Chaume         | Pilier           | 24 avril 1989     | France               |               | ASM Clermont Auvergne | 2018                    |
| Xavier Chiocci         | Pilier           | 13 février 1990   | France               |               | RC Toulon             | 2019                    |
| Vivien Devisme         | Pilier           | 23 mars 1992      | France               | -             | CA Brive              | 2019                    |
| Demba Bamba            | Pilier           | 17 mars 1998      | France               |               | CA Brive              | 2019                    |
| Mickaël Ivaldi         | Talonneur        | 20 février 1990   | France               | -20           | Montpellier HR        | 2016                    |
| Jérémie Maurouard      | Talonneur        | 23 septembre 1993 | France               | -             | Stade rochelais       | 2018                    |
| Badri Alkhazashvili    | Talonneur        | 31 juillet 1995   | Géorgie              |               | Provence rugby        | 2019                    |
| Joe Taufete'e          | Talonneur        | 4 octobre 1992    | États-Unis           |               | Worcester Warriors    | 2020                    |
| Virgile Bruni          | Deuxième ligne   | 6 février 1989    | France               | à sept        | RC Toulon             | 2016                    |
| Killian Geraci         | Deuxième ligne   | 25 mars 1999      | France               | -20           | FC Grenoble           | 2019                    |
| Félix Lambey           | Deuxième ligne   | 15 mars 1994      | France               |               | AS Béziers            | 2016                    |
| Temo Mayanavanua       | Deuxième ligne   | 9 novembre 1997   | Fidji                |               | Northland             | 2020                    |
| Etienne Oosthuizen     | Deuxième ligne   | 22 décembre 1992  | Afrique du Sud       | -             | Sharks                | 2017                    |
| Izack Rodda            | Deuxième ligne   | 20 août 1996      | Australie            |               | Queensland Reds       | 2020                    |
| Dylan Cretin           | Troisième ligne  | 4 mai 1997        | France               | -20           | Formé au club         | 2016                    |
| Patrick Sobela         | Troisième ligne  | 12 août 1992      | France               | Barbarians    | Oyonnax               | 2018                    |
| Loann Goujon           | Troisième ligne  | 23 avril 1989     | France               |               | Union Bordeaux Bègles | 2018                    |
| Alex Tulou             | Troisième ligne  | 21 mars 1987      | Nouvelle-Zélande     | à sept        | Castres olympique     | 2020                    |
| Mathieu Bastareaud     | Troisième ligne  | 17 septembre 1988 | France               |               | Rugby United New York | 2020                    |
| Colby Fainga'a         | Troisième ligne  | 31 mars 1991      | Australie            | -20           | Connacht Rugby        | 2020                    |
| Gillian Galan          | Troisième ligne  | 7 août 1991       | France               | -20           | Stade toulousain      | 2020                    |
| Baptiste Couilloud     | Demi de mêlée    | 22 juillet 1997   | France               |               | Formé au club         | 2014                    |
| Jonathan Pélissié      | Demi de mêlée    | 6 juin 1988       | France               |               | RC Toulon             | 2017                    |
| Jean-Marc Doussain     | Demi d'ouverture | 12 février 1991   | France               |               | Stade toulousain      | 2018                    |
| Jonathan Wisniewski    | Demi d'ouverture | 16 juillet 1985   | France               | -             | RC Toulon             | 2018                    |
| Patricio Fernandez     | Demi d'ouverture | 11 octobre 1994   | Argentine            |               | ASM Clermont          | 2019                    |
| Léo Berdeu             | Demi d'ouverture | 13 juin 1998      | France               |               | SU Agen               | 2020                    |
| Thibaut Regard         | Centre           | 6 août 1993       | France               | -20           | Formé au club         | 2011                    |
| Rudi Wulf              | Centre           | 2 février 1984    | Nouvelle-Zélande     |               | Castres               | 2016                    |
| Pierre-Louis Barassi   | Centre           | 22 avril 1998     | France               |               | Formé au club         | 2016                    |
| Charlie Ngatai         | Centre           | 17 août 1990      | Nouvelle-Zélande     |               | Chiefs                | 2018                    |
| Toby Arnold            | Ailier           | 11 septembre 1987 | Nouvelle-Zélande     | à sept        | Bay of Plenty         | 2013                    |
| Xavier Mignot          | Ailier           | 27 janvier 1994   | France               |               | FC Grenoble           | 2017                    |
| Noa Nakaitaci          | Ailier           | 11 juillet 1990   | France               |               | ASM Clermont Auvergne | 2018                    |
| Josua Tuisova          | Ailier           | 4 février 1994    | Fidji                |               | RC Toulon             | 2019                    |
| Clément Laporte        | Arrière          | 7 janvier 1998    | France               | -20           | SU Agen               | 2019                    |
| Rémy Grosso            | Arrière          | 4 décembre 1998   | France               |               | ASM Clermont          | 2020                    |

## Calendrier et résultats

### Top 14
| - Lyon OU - Racing 92 : 23-27 - RC Toulon - Lyon OU : 36-14 - Lyon OU - Union Bordeaux Bègles : 27-10 - Section paloise - Lyon OU : 29-29 - Lyon OU - Aviron bayonnais : 62-10 - Stade toulousain - Lyon OU : 7-16 - SU Agen - Lyon OU : 16-19 - Lyon OU - Stade français : 20-19 - Lyon OU - Stade rochelais : 22-18 - CA Brive - Lyon OU : 12-8 - Lyon OU - Castres Olympique : 14-15 - Lyon OU - Montpellier HR : 24-20 - Lyon OU - ASM Clermont : 41-30 | - Racing 92 - Lyon OU : 34-26 - Lyon OU - RC Toulon : 54-16 - Union Bordeaux Bègles - Lyon OU : 31-9 - Lyon OU - Section paloise : 17-18 - Aviron bayonnais - Lyon OU : 20-28 - Lyon OU - Stade toulousain : 31-23 - Lyon OU - SU Agen : 52-7 - Stade français - Lyon OU : 46-27 - Stade rochelais - Lyon OU : 38-23 - Lyon OU - CA Brive : 24-7 - Castres Olympique - Lyon OU : 37-29 - Montpellier HR - Lyon OU : 16-21 - ASM Clermont - Lyon OU : 26-18 |

### Coupe d'Europe
Dans la coupe d'Europe, le Lyon OU fait partie de la poule B et est opposée aux Anglais du Gloucester RFC et aux Écossais du Glasgow Warriors .
| - Lyon OU - Gloucester RFC : 55-10 - Glasgow Warriors - Lyon OU : 0 - 28 | - Lyon OU - Glasgow Warriors : - Gloucester RFC - Lyon OU : |

Avec 2 victoires, le Lyon OU termine 1er de la poule B et est qualifié pour les huitièmes de finale.
Phases finales
Huitièmes de finale
- Exeter Chiefs -  Lyon OU : 47-25

## Statistiques

### Championnat de France
Meilleurs réalisateurs
| Rang | Joueur | Poste | Points | Essais | Transf. | Pén. | Drops |
| ---- | ------ | ----- | ------ | ------ | ------- | ---- | ----- |
| 1    | -      | -     | -      | -      | -       | -    | -     |
| 2    | -      | -     | -      | -      | -       | -    | -     |
| 3    | -      | -     | -      | -      | -       | -    | -     |

Meilleurs marqueurs
| Rang | Joueur | Poste | Essais |
| ---- | ------ | ----- | ------ |
| 1    | -      | -     | -      |
| 2    | -      | -     | -      |
| 3    | -      | -     | -      |
| 4    | -      | -     | -      |
| 5    | -      | -     | -      |

### Coupe d'Europe
Meilleurs réalisateurs
| Rang | Joueur | Poste | Points | Essais | Transf. | Pén. | Drops |
| ---- | ------ | ----- | ------ | ------ | ------- | ---- | ----- |
| 1    | -      | -     | -      | -      | -       | -    | -     |
| 2    | -      | -     | -      | -      | -       | -    | -     |
| 3    | -      | -     | -      | -      | -       | -    | -     |

Meilleurs marqueurs
| Rang | Joueur | Poste | Essais |
| ---- | ------ | ----- | ------ |
| 1    | -      | -     | -      |
| 2    | -      | -     | -      |
| 3    | -      | -     | -      |
| 4    | -      | -     | -      |
| 5    | -      | -     | -      |